# Tecophilaea
Tecophilaea là một chi thực vật có hoa trong họ Tecophilaeaceae.

## Hình ảnh

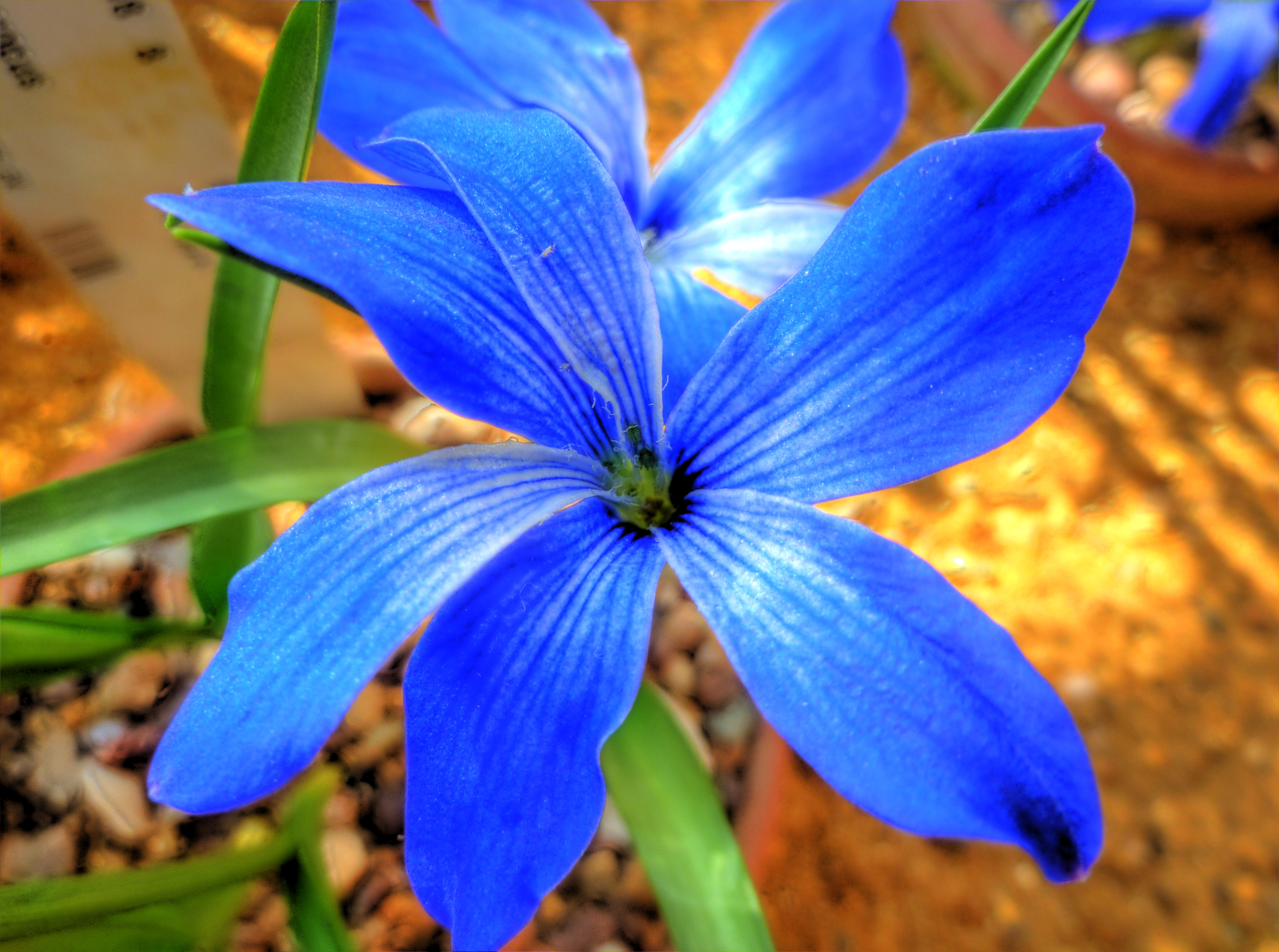